# Gulab jamun

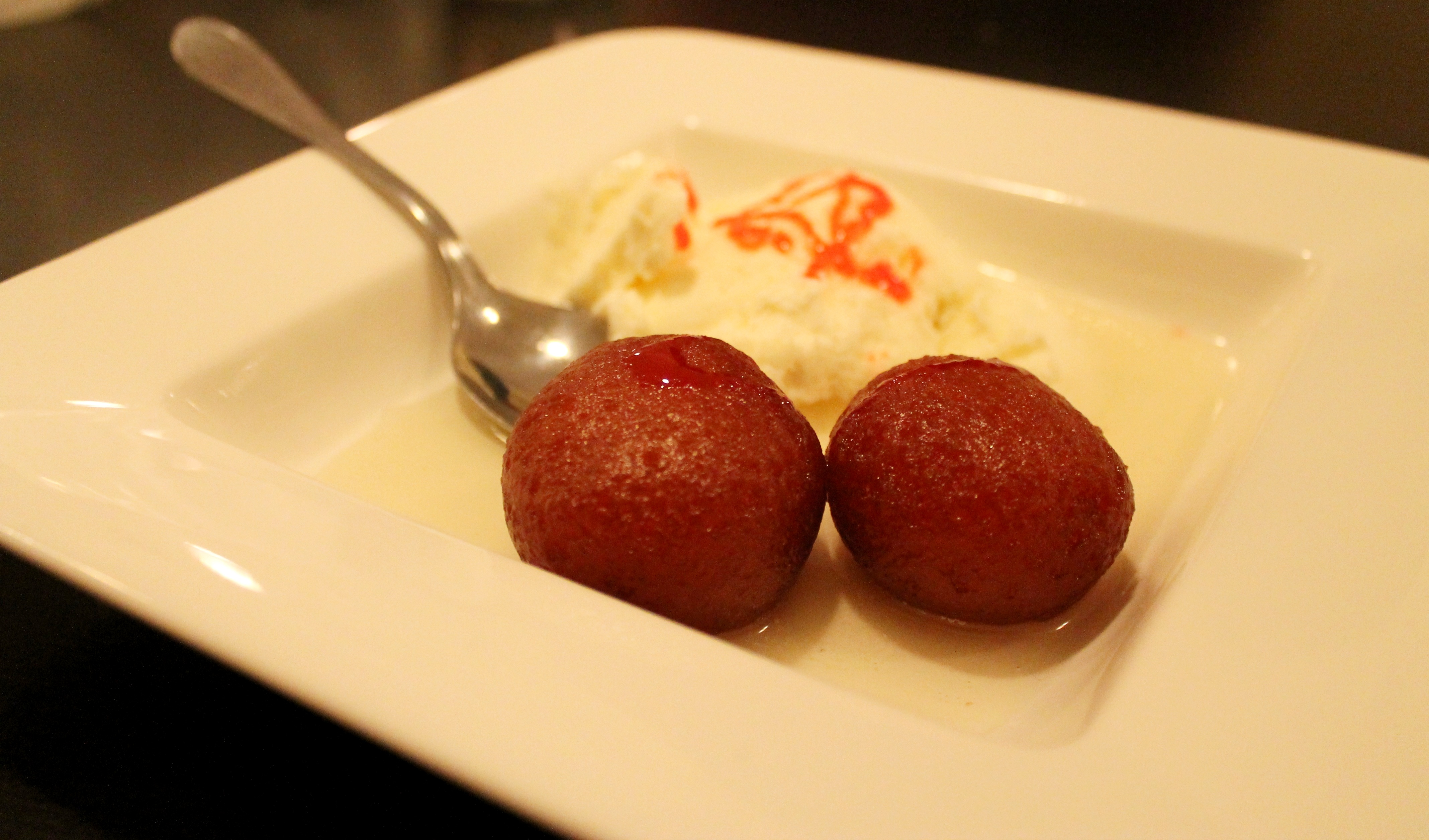
Gulab jamun servidos com sorvete de baunilha.

Gulab jamun, ou gulaab jamun, é um doce feito a partir de leite em pó, muito popular nos países do sul Asiático, em particular na Índia, Sri Lanka, Nepal (onde é conhecido como lal mohan), Paquistão e Bangladesh. Também é comum em Mauritius e nos países caribenhos de Trinidad e Tobago, Guiana, Suriname e Jamaica.
Ele é feito principalmente a partir de leite em pó, tradicionalmente, a partir de leite recém-coalhado. Muitas vezes é enfeitado com nozes como amêndoas.

## Preparação
Na Índia, o leite em pó é preparado por aquecimento do leite em fogo baixo por um longo tempo, até que a maioria do conteúdo de água tenha evaporado. Estes sólidos de leite, conhecidos como khoya no Subcontinente Indiano, são amassados em uma massa, às vezes com um pouco de farinha, e em seguida, enrolados na forma de pequenas bolas e fritos em baixa temperatura, de cerca de 148 °C. As bolas são embebidas em xarope levamente açucarado aromatizado com cardamomo e água de rosas, kewra ou açafrão.
Gulab jamun é disponível comercialmente em restaurantes sul-asiáticos, em latas ou como kits para preparação caseira.

## Origem
Gulab jamun surgiu na Índia medieval, baseado em uma massa frita que invasores turcos da Ásia Central trouxeram para a Índia. Uma teoria afirma que ele acidentalmente foi preparado pelo chef pessoal do imperador Mughal Shah Jahan.
A palavra "gulab" deriva das palavras persas gol (flor) e āb (água), referindo-se a água de rosas usada na confeção do prato. "Jamun" ou "jaman" é a palavra Hindi-Urdu para Syzygium jambolanum, uma fruta indiana com o mesmo tamanho e formato da comida. A sobremesa Árabe luqmat al-qadi é semelhante ao gulab jamun, apesar de utilizar uma massa diferente. É possível que o luqmat al-qadi e o gulab jamun tenham derivado de um mesmo prato persa, com o xarope de água de rosas sendo a ligação comum entre os três pratos.